# Usine Mesnel
L'Usine Mesnel, établie à Transières, sur la commune de Charleval dans l'Eure, est spécialisée dans la fabrication de joints d'étanchéité automobile en caoutchouc, de mélange de gomme, de noir de carbone, d'huile et de craie. En 2013, l'usine emploie 484 salariés.

## Historique

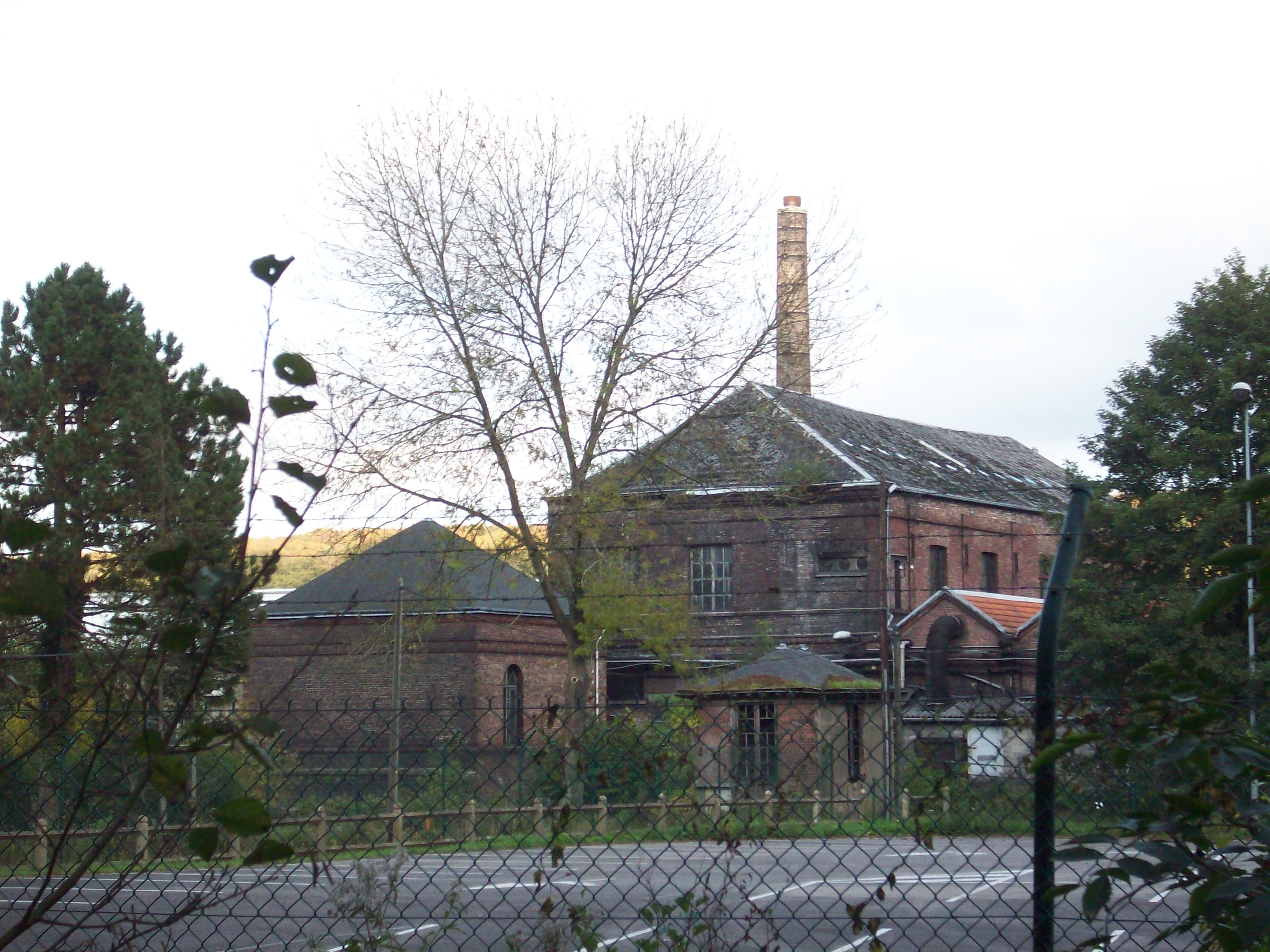
La partie la plus ancienne de l'usine, avec sa cheminée

### Le textile
Trois frères alsaciens, Michel, Jean et Étienne Hilzinger, manufacturiers à Sotteville-lès-Rouen et Bolbec, acquièrent le terrain d'Alexandre de Montlambert en 1855. Ils entreprennent la construction d'un établissement de tissage à Transières. Le cours de l'Andelle se trouve alors rectifié, mais conserve des méandres en amont pour agrémenter le parc où est édifié en 1856 leur logement, le « Château Blanc ». À la suite de la reconnaissance de la conformité aux prescriptions préfectorales, l'usine est agréée le 25 octobre 1860. L'entreprise est familiale, un dépôt situé à Rouen assurait la vente de la production. Albert Hilzinger succède à son père Étienne sous la raison sociale « Tissus écrus Étienne Hilzinger et fils ».
L'usine est cédée par Albert Hilzinger à la société « Fahr, Deglatigny et Cie » en 1907. Son exploitation est confiée à Alfred Carliez qui entreprend aussitôt d'importants travaux. Ses successeurs « Campart et Degramont » ont dû fermer l'usine au début des années 1950, victime de la crise du textile.
De cette époque, le patrimoine culturel inscrit deux photographies de l'usine de tissage de coton Hilzinger frères (bâtiment d'eau, élévation nord, vue générale ; usine et logement patronal, vue générale prise du sud ).

### La reconversion dans le joint d'étanchéité automobile
En 1959, l'usine de Transières est acquise par la société anonyme Mesnel, créée en 1926 à Colombes, et spécialisée dans la fabrication de caoutchouc industriel. Elle emploie alors 40 salariés. Une succursale est ouverte à Villers-la-Montagne en 1989 (fermée en 2011 et supplantée par l'entreprise Colmant Cuvelier RPS).
En 1997, l'entreprise est reprise par BTR Sealing System France. La même année, des grèves revendiquant des augmentations de salaire sont organisées par les syndicats .
En 2001, elle est cédée à Metzeler Automotive Profile Systems. En 2007, l'usine passe entre les mains de Sealynx Automotive. Un site est aussi créé en Roumanie. Entre 2008 et 2009, des sites de production sont créés en Tunisie, au Maroc et en Russie.
Enfin, le site se retrouve, à compter du 7 décembre 2010, en redressement judiciaire, avant d'être repris par le groupe français GMD,.

## Clients

### Principaux clients constructeurs
- Ford
- Volkswagen
- Peugeot
- Mercedes-Benz
- Renault
- Nissan
- Dacia
- McLaren

### Clients équipementiers
- Plastic Omnium
- Wagon Automotive
- Mecaplast Group
- Gruau
- Grupo Antolin